# Metroid Prime: Hunters
Metroid Prime: Hunters es un videojuego de acción en primera persona para Nintendo DS y cuyos acontecimientos se dan entre Metroid Prime y Metroid Prime 2: Echoes. Fue desarrollado por Nintendo Software Technology, un equipo de desarrollo interno de Nintendo con base en Redmond, Washington. El juego fue lanzado el 20 de marzo de 2006 en Estados Unidos, y en mayo y junio en Europa y Japón, respectivamente.
Metroid Prime: Hunters es el quinto juego compatible con la conexión Wi-Fi de Nintendo, además, dentro de la saga de Metroid Prime es el segundo con opción multijugador y el primero con capacidad para jugar en línea. También es el primer juego que ofrece opción de chat de voz.
Se ofrecía una demo del juego en 2004 llamada Metroid Prime Hunters: First Hunt para las primeras ediciones de Nintendo DS, siendo el primer juego de Metroid para esta consola.

## Argumento
La Federación Galáctica recibe un misterioso mensaje telepático proveniente del sector alímbico en la galaxia Tetra, el cual dice "La fuente del poder se encuentra en el sector alímbico". Al ser una misión altamente peligrosa, deciden enviar a Samus Aran. Es un lugar que no está en los límites de control de la Federación Galáctica y esto es lo que ha de hacer: Samus debe ir allí para descubrir esa fuente de poder, y, en el caso de que sea controlable, poseerla y usarla a favor de la federación y la galaxia pero en el caso de que no lo sea, destruirla a toda costa o sellarla para no ser usada por el mal. La complicación mayor es que otras razas de la galaxia han interceptado el mensaje decodificándolo, por tanto, otros cazarrecompensas tienen el mismo objetivo de Samus, ya sea para ayudar a su gente, destruir a sus enemigos o utilizar el poder para ellos mismos. Samus deberá enfrentarse a nuevos enemigos para poder descifrar el misterio que envuelve al sector alímbico, y así cumplir su nueva misión.

## Jugabilidad
En la pantalla de arriba se muestra la visión del jugador, así como su munición (si está usando un arma afín) y su estado de salud. En la pantalla táctil se muestra el radar y botones para habilitar distintas opciones, como convertirse en Morfosfera o cambiar de arma o visor. Usando el estilo de juego predeterminado, el pad sirve para cambiar de dirección, el botón L para disparar y los botones B, X o Y para saltar. En la mayoría de los juegos anteriores de Metroid, había que encontrar muchas de las funciones del Power Suit a lo largo del juego. Esto ya no es necesario en Metroid Prime: Hunters, pues muchas de las habilidades ya están presentes desde el inicio, exceptuando las armas alternas.

## Cazadores
- Sylux: Se conoce muy poco acerca de este misterioso cazarrecompensas, hecho con prototipos robados de la Federación Galáctica. Ofrece un difícil trabajo para la FG. Se sabe que Sylux es una especie biótica por lo que Samus y Sylux tienen mucho en común. Samus venció a Sylux, pero después de la última misión de nuestra cazarrecompensas, en la que venció definitivamente a Dark Samus y destruyó el planeta Phaaze, hogar del Phazon, aparentemente Sylux persigue a Samus en su nave tras entrar en hipervelocidad. Se desconoce su paradero y además es el segundo cazarrecompensas más poderoso de la galaxia.

- Weavel: Alguna vez fue un poderoso general pirata, pero fue gravemente herido en una pelea contra Samus Aran. Con solo su cerebro y espina dorsal en funcionamiento, su cuerpo fue fusionado con un sistema de soporte de vida móvil.

- Noxus: Es un miembro de los Vhozon, una reclusiva raza que habita un planeta en el borde de la galaxia, llamado Vho. Una llamada espiritual lo convirtió en un cazarrecompensas que administra justicia a los criminales de la galaxia.

- Trace: Trace (en español significa rastro) es un Kriken, por eso tiene la habilidad de hacerse invisible una de las más odiadas y feroces razas de la galaxia. Todos los kriken, cuando alcanzan cierta edad, son exiliados de su clan como un rito de prueba. Trace está actualmente exiliado, viajando por la galaxia buscando planetas para expandir el imperio Kriken.

- Spire: Se cree que es el último de los Diamond, una antigua raza de formas de vida basadas en silicio, y sus cuerpos están hechos de roca orgánica. Spire viaja por la galaxia como un cazarrecompensas buscando información de la ubicación o los restos de su gente.

- Kanden: Un experimento fallido. Kanden fue creado para ser el mejor soldado. Sin embargo, el estrés por el combate codificó secuencias que hicieron a Kanden más agresivo y peligrosamente impredecible, hasta el punto en el que destruyó el laboratorio donde nació.

- Gorea: El jefe final del juego; es quien exterminó a los alímbicos usando sus propias armas. Los alímbicos, al ver que no le podían destruir, decidieron encerrarle en la Esfera Carcelaria y, para mayor seguridad, la esfera fue enviada a la Mazmorra con el Cañón Alímbico, un lugar situado en el Vacío Infinito de la galaxia. Gorea cayó como un meteoro; cuando salió del mismo se presentó en forma gaseosa, y copió la estructura molecular de los alímbicos. Utilizó en su contra sus propias armas, y se creó un arma que, según los alímbicos, es una abominación, y que se tiene que estar realmente desesperado para utilizarlo. Se trata del Cañón Omega, que es la única arma capaz de penetrar a gorea en su fase 2.

## Finales
El juego cuenta con dos finales:
Final malo: Samus aniquila a Gorea, pero no le es posible escapar al no haber activado la Secuencia Espectral. La Mazmorra es destruida, matando tanto a Samus como a Gorea. En lugar de los créditos finales, aparecen las estadísticas del juego junto con el mensaje "Misión fallida".
Final bueno: Samus acaba con Gorea, sin embargo ambos son teletransportados gracias a la Secuencia Espectral. Gorea aparece nuevamente, pero esta vez en su fase 2. Samus utiliza el Cañón Omega para aniquilar a Gorea de nuevo. Una vez hecho esto, se activa la autodestrucción del complejo, y Samus logra escapar con vida. Se muestran los créditos finales y se termina el juego.

## Metroid Prime Hunters: First Hunt

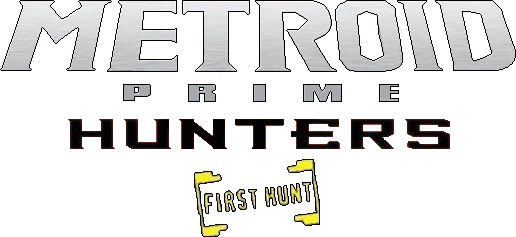
Metroid Prime Hunters: First Hunt.

Metroid Prime Hunters: First Hunt es la versión demo del juego Metroid Prime Hunters venía incluido en todos los paquetes de la primera edición de Nintendo DS (color plateado) en salir a la venta. Se lanzó en Norteamérica el 21 de noviembre de 2004 y en 2005 para Europa.
La demo incluye tres modos de juego: Un jugador, Modo Multijugador sencillo y un vídeo tráiler del Metroid Prime Hunters.